# TW Волка
TW Волка (лат. TW Lupi) — двойная затменная переменная звезда (E:) в созвездии Волка на расстоянии (вычисленном из значения параллакса) приблизительно 37662 световых лет (около 11547 парсеков) от Солнца. Видимая звёздная величина звезды — от менее +16,5m до +14,3m.

## Характеристики
Первый компонент — жёлтая звезда спектрального класса G. Эффективная температура — около 5623 К.